# شار جرمی

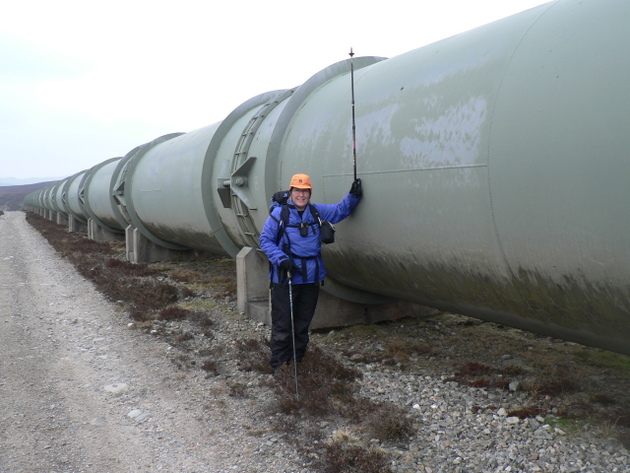
نمونه‌ای از شار جرمی؛ آب حمل‌شده در لولهٔ یک‌نیروگاه برق آبی

شار جرمی (به انگلیسی: Mass flux) بنا بر تعاریف علم فیزیک و مهندسی شیمی برابر است با نرخ جریان جرمی عبوری از واحد سطح. این کمیت  معمولاً با نماد‌های j, J, φ, یا Φ نمایش داده می‌شود و واحد آن در سیستم SI کیلوگرم بر متر مربع ثانیه (kg s-1 m-2) است.قانون فیک و قانون دارسی به ترتیب برای محاسبه شار جرمی در حالت مولکولی و توده جرمی به کار می‌رود.

## تعریف
این کمیت به صورت ریاضیاتی به شکل زیر قابل تعریف است:
{\displaystyle j_{m}={\frac {\Delta m}{A\Delta t}}}
در این رابطه
- jm = شار جرمی
- Δm = تغییر جرم در سطح مقطع مشخص
- Δt = زمان عبور جریان
- A = مقطح سطح مورد نظر که جریان جرمی از آن عبور می‌کند